# NHA 1912/13
Die Saison 1912/13 war die vierte reguläre Saison der National Hockey Association (NHA). Meister wurden die Quebec Bulldogs.

## Teamänderungen
Folgende Änderungen wurden vor Beginn der Saison vorgenommen:
- Die Toronto Blueshirts wurden als Expansionsteam in die Liga aufgenommen.
- Die Toronto Tecumsehs wurden als Expansionsteam in die Liga aufgenommen.

## Modus
In der Regulären Saison absolvierten die sechs Mannschaften jeweils 20 Spiele. Der Erstplatzierte nach der regulären Saison wurde Meister. Für einen Sieg erhielt jede Mannschaft zwei Punkte, bei einem Unentschieden einen Punkt und bei einer Niederlage null Punkte.

## Saisonverlauf
Vor der Spielzeit hatte die Liga mit den Toronto Blueshirts und den Toronto Tecumsehs gleich zwei Mannschaften aus der größten Stadt Ontarios aufgenommen. Vorjahresmeister Quebec Bulldogs konnte sich in der regulären Saison souverän mit 16:4 Siegen und zwölf Punkten Vorsprung auf die Zweitplatzierten Montreal Wanderers durchsetzen.

## Reguläre Saison

### Tabelle
Abkürzungen: GP = Spiele, W = Siege, L = Niederlagen, T = Unentschieden, GF = Erzielte Tore, GA = Gegentore, Pts = Punkte
|                       | GP | W  | L  | T | GF  | GA | Pts |
| --------------------- | -- | -- | -- | - | --- | -- | --- |
| Quebec Bulldogs       | 20 | 16 | 4  | 0 | 112 | 75 | 32  |
| Montreal Wanderers    | 20 | 10 | 10 | 0 | 93  | 90 | 20  |
| Canadiens de Montréal | 20 | 9  | 11 | 0 | 83  | 81 | 18  |
| Ottawa Senators       | 20 | 9  | 11 | 0 | 87  | 81 | 18  |
| Toronto Blueshirts    | 20 | 9  | 11 | 0 | 86  | 95 | 18  |
| Toronto Tecumsehs     | 20 | 7  | 13 | 0 | 59  | 98 | 14  |

## Stanley Cup Challenge

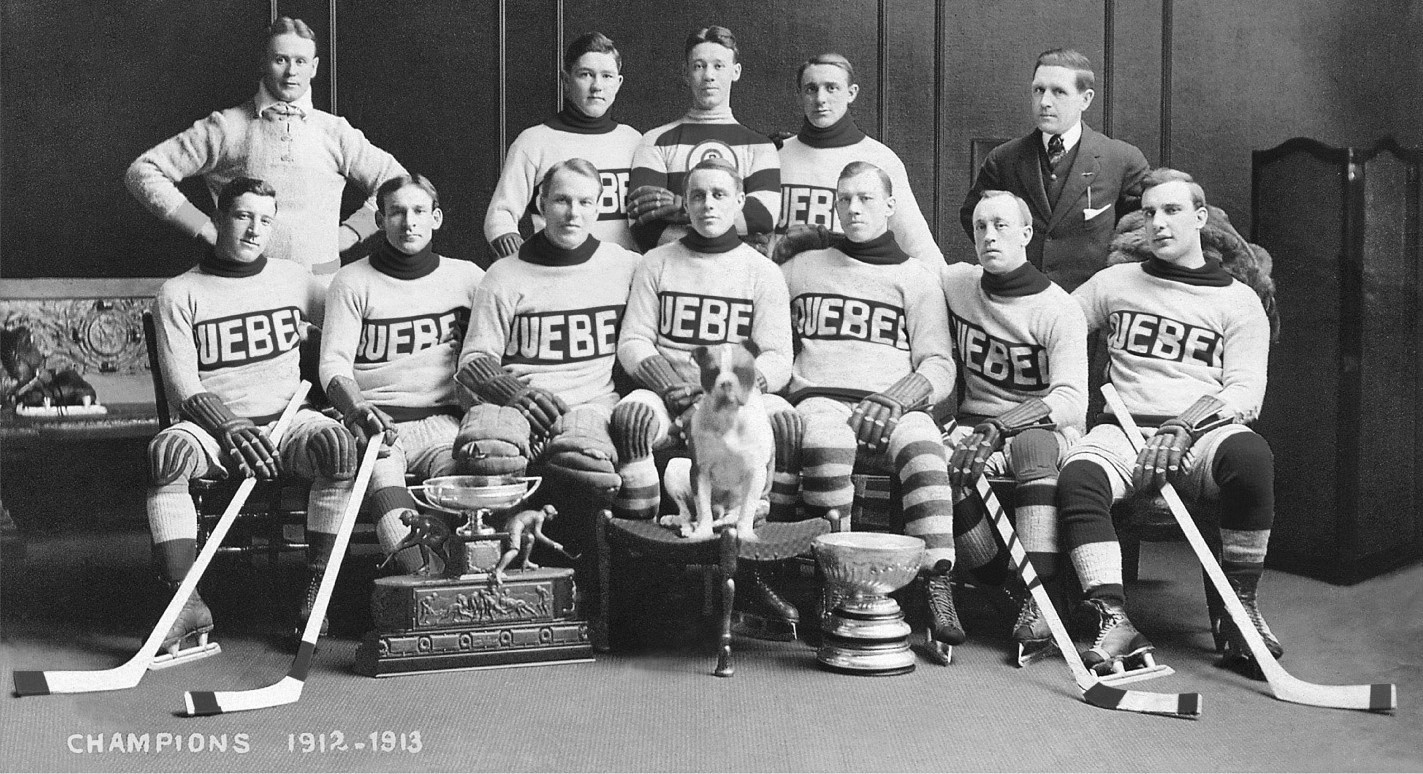
Die Stanley-Cup-Siegermannschaft der Quebec Bulldogs (1913)

In den Entscheidungsspielen um den Stanley Cup konnten sich die Quebec Bulldogs mit 2:0 Siegen gegen die Sydney Millionaires durchsetzen und ihren Titel verteidigen. Beim 14:3-Hinspielsieg erzielte Joe Malone neun Tore. Das Rückspiel gewann Quebec mit 6:2, diesmal pausierte Malone jedoch.